# Haags Bus Museum
Het Haags Bus Museum is een museum in de Nederlandse stad Den Haag.

## Geschiedenis
Het museum werd opgericht op 23 mei 1979, en stelt zich ten doel het verzamelen, het restaureren en het op de weg houden van klassieke autobussen die beeldbepalend zijn geweest in de regio Haaglanden. De reden tot oprichting was de aankoop van de allerlaatste nog rijvaardige HTM-Kromhout-bus in 1979. De Kromhout-bus met nummer 327, gebouwd in 1958, deed namelijk nog dienst als platformbus op vliegveld Zestienhoven bij Rotterdam. De laatste Kromhout-bussen werden in 1972 door de HTM afgevoerd.

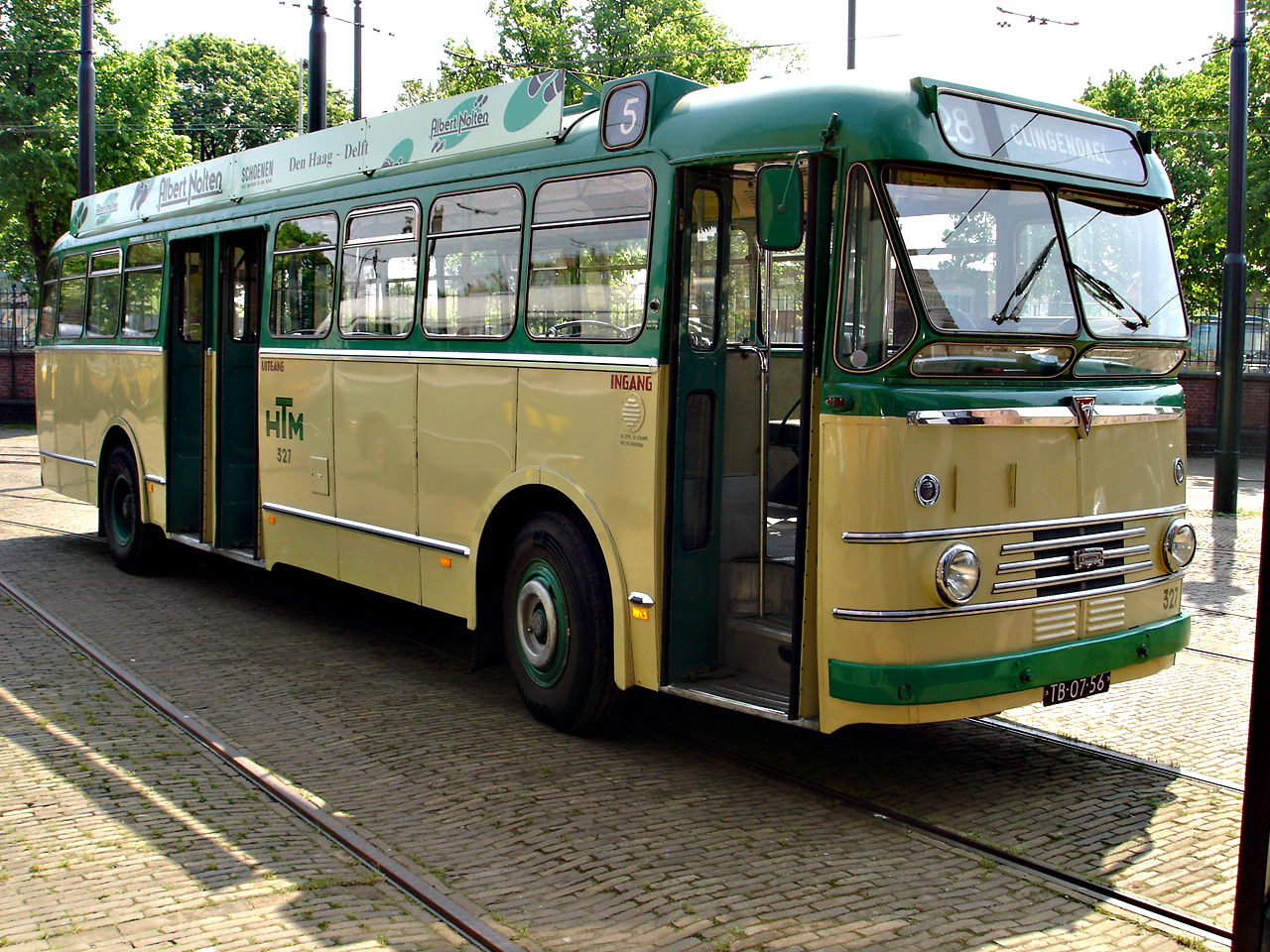
Bus HTM 327 bij het Haags Openbaar Vervoer Museum, deurzijde.

In de beginjaren was ook het verwerven van een AEC Regal MkIVA / Verheul (serie 501-580) van de HTM een doel van het HBM, maar men heeft geen exemplaar kunnen vinden dat nog te restaureren viel. De laatste bussen van dit type uit de jaren 1956-'57 werden in 1973 afgevoerd.
Het Haags Bus Museum is sinds 1989 gehuisvest in het Haags Openbaar Vervoer Museum aan de Frans Halsstraat in Den Haag. De collectie is in de loop der jaren flink uitgebreid en bestaat voornamelijk uit bussen van HTM, maar ook bussen uit het streekvervoer, zoals enkele bolramers en standaard streekbussen. De collectie bestaat nu uit circa 23 bussen. 
Sinds augustus 2013 beschikt Haags Bus Museum tevens over een depot aan de Binckhorstlaan 215c. Hier staan de overige exemplaren opgeslagen. Deze locatie is normaal niet opengesteld voor publiek, behoudens bijzondere evenementen. In 2014 werd hier onder andere het 35-jarig bestaan gevierd. In juni 2016 werd hier het vijftigjarige bestaan van de Standaard Stadsbus gevierd, waarbij exemplaren uit diverse steden op bezoek waren.

## Collectie

### Stadsbussen
| Bus- nr. | Merk/type                       | Bouwjaar | Huisstijl van busmaatschappij | Bijzonderheden | Afbeelding |
| -------- | ------------------------------- | -------- | ----------------------------- | --- | ---------- |
| 48       | Chausson                        | 1946     | HTM                           | Komt overeen met vroegere HTM-Chaussons. Dit exemplaar werd in 1980 uit Frankrijk gehaald                                                                |            |
| 117      | DAF SB200DOL554/Verheul (CSA-I) | 1967     | HTM                           | De eerste serie Standaardbussen van de HTM in wijnrode kleur in opdracht van Hainje bij Verheul gebouwd.                                                 |            |
| 142      | Chevrolet Staff-Car             | 1943     | HTM                           | Komt overeen met vroegere HTM Staff-Car 142. Dit exemplaar werd in 1980 uit België gehaald                                                               |            |
| 319      | DAF SB201DKDL/Hainje (CSA-I)    | 1977     | HTM                           | |            |
| 322      | VDL Berkhof Diplomat            | 2005     | HTM                           | Speciaal voor HTM ontwikkeld door VDL Berkhof. |            |
| 327      | Kromhout TBZ-100A/Verheul       | 1958     | HTM                           | In 1958 afgeleverd bij HTM, aldaar enkele jaren opgelegd zonder in dienst te zijn geweest, in 1961 naar RET, in 1970 naar vliegveld Zestienhoven         |            |
| 419      | DAF SB201DKDL/Hainje (CSA-I)    | 1982     | HTM                           | |            |
| 485      | DAF SB201DKDL/Hainje (CSA-II)   | 1987     | HTM                           | |            |
| 773      | Neoplan N4016/Auwärter          | 1991     | HTM                           | |            |
| 840      | Mercedes-Benz Mannheimer O405N2 | 1996     | HTM                           | Sinds 15 mei 2013 tijdelijk terug naar HTMBuzz als instructiewagen, hiervoor is de wagen geheel opnieuw gespoten; komt later weer terug in de collectie. |            |
| 175      | Den Oudsten Alliance B96        | 1999     | HTM                           | |            |
| 923      | Den Oudsten Alliance B93        | 2001     | HTM                           | |            |
| 5443     | Verheul-Leyland                 | 1967     | Westnederland                 | |            |
| 5511     | Holland Coach/Verheul           | 1955     | NZH                           | |            |
| 7008     | Den Oudsten B79                 | 1979     | Westnederland                 | |            |

### Streekbussen
| Bus- nr. | Merk/type                                    | Bouwjaar | Huisstijl van busmaatschappij | Bijzonderheden | Afbeelding |
| -------- | -------------------------------------------- | -------- | ----------------------------- | --- | --- |
| 76       | Leyland-Den Oudsten LOB semitoer             | 1977     | VAGU                          | In 1977 afgeleverd bij VAGU, in 1987 naar Westnederland                                                                        | |
| 1107     | Leyland-Verheul LVB668 standaardstreekbus    | 1968     | Citosa                        | In 1968 afgeleverd bij Citosa, in 1969 naar Westnederland                                                                      | |
| 2007     | Crossley SD42/2                              | 1948     | WSM                           | Overgenomen van de MUSA | |
| 2497     | Den Oudsten Alliance B95                     | 1999     | Connexxion                    | | |
| 3114     | Leyland National                             | 1975     | Westnederland                 | | |
| 3882     | DAF MB200DKDL600/Den Oudsten                 | 1987     | Connexxion                    | In 1987 afgeleverd bij Westnederland, in 1994 naar ZWN en in 1999 naar Connexxion                                              | |
| 4282     | Leyland-Verheul LV (semitoer)                | 1961     | Citosa                        | In 1961 afgeleverd bij Citosa, in 1969 naar Westnederland                                                                      | |
| 4352     | Mercedes-Benz O405                           | 1990     | Westnederland                 | | |
| 4842     | Leyland-Werkspoor LE-WS (bolramer-streekbus) | 1960     | NZH                           | In 1960 afgeleverd bij NZH, in 1969 naar Van Gog, in 1974 naar Westnederland                                                   | |
| 5128     | Den Oudsten B88                              | 1988     | NZH                           | In 1988 afgeleverd bij NZH, in 1994 naar Westnederland en enkele maanden later naar ZWN. Uiteindelijk in 1999 naar Connexxion. | |
| 7639     | Leyland-Den Oudsten LO (bolramer-streekbus)  | 1967     | Citosa                        | Komt overeen met vroegere Citosa-serie 7500. In 1967 afgeleverd bij Twee Provinciën/RAGOM, in 1974 naar Westnederland          | Citosa heeft met deze bussen onder andere de lijn Den Haag Turfmarkt - Zoetermeer onderhouden toen Sprinter en RandstadRail nog niet bestonden. |

### Bijzondere voertuigen
| Bus- nr. | Merk/type                   | Bouwjaar | Huisstijl van busmaatschappij | Bijzonderheden                                                                                  | Afbeelding |
| -------- | --------------------------- | -------- | ----------------------------- | ----------------------------------------------------------------------------------------------- | ---------- |
| TD13     | Maybach-sleepwagentje       |          |                               | Overgenomen van vliegveld Zestienhoven                                                          |            |
| H150     | DAF SB200DOL/Hainje (CSA-I) | 1967     | HTM                           | Opslagwagen/materiaalwagen. In 1978 verbouwd tot mobiele alarmcentrale voor de Haagse Brandweer |            |
| 221      | DAF SB200DOL/Hainje (CSA-I) | 1970     | HTM                           | Verbouwd tot verkoopwagen/promotiewagen                                                         |            |